# Nieuwe Diep (Amsterdam)
Het Nieuwe Diep is een meer in Amsterdam-Oost, tussen het IJ en de Watergraafsmeer.
Door het Amsterdam-Rijnkanaal, wordt het meer in twee stukken gedeeld:
- het westelijke Benedendiep ligt tegen het Flevopark aan,
- het oostelijke Bovendiep ligt tegen de Diemerzeedijk aan.

## Historie
Door een doorbraak van de Zuiderzee door de Diemerzeedijk in 1422 ontstond het meer. In 1651 bij de Sint-Pietersvloed was er een nieuwe doorbraak, waardoor via het Nieuwe Diep een deel van wat nu het Flevopark en de Indische buurt is, overstroomde.
Door de aanleg van het toenmalige Merwedekanaal, dat 1892 klaar was, is het meer in twee stukken gedeeld. Dit deel van het kanaal maakt sinds 1952 deel uit van het Amsterdam-Rijnkanaal.

## Recreatie
Vooral het Bovendiep wordt door watersporters gebruikt.
Aan de westkant, bij het Benedendiep, bevinden zich het Flevoparkbad (een openluchtzwembad), het Flevopark en sportvelden.